# Sweet.tv
sweet.tv (укр. Світ.тв; стилізовано під SWEET.TV) — український провайдер відео на вимогу (ВНВ), що також надає послуги інтернет-телебачення за допомогою технології OTT. Засновником компанії є Олександр Вітько.
У вересні 2020 року sweet.tv став першою відео на вимогу платформою України, що почала додавати легальний український дубляж до фільмів та серіалів, уклавши прямі та непрямі угоди на право розповсюджувати стрічки студій Walt Disney Pictures/20th Century Studios, Paramount Pictures, Universal Pictures (через російський підрозділ PictureBox Russia), Sony Pictures та Warner Bros. Entertainment; ці голлівудські студії надавали sweet.tv власний легальний україномовний дубляж до стрічок вироблених після 2006, а для стрічок, вироблених до 2006 року (коли в українському кінопрокаті ще не було україномовного дубляжу), компанія почала створювати власний український дубляж у межах проєкту «Hollywood українською».[⇨]

## Історія
Компанію створено 19 грудня 2017 року. 2018 року було створено власний додаток на Smart TV, Android та iOS.[джерело?]
У січні 2019 року компанія підписала контракти з різними українськими кіностудіями й у відеотеці sweet.tv з'явилися українські стрічки від Film.ua Group (фільми з франшизи про скажене весілля «Скажене весілля», «Скажене весілля 2», «Скажене весілля 3» тощо) та фільми від менших кіностудій, зокрема стрічки Дике Поле, Номери, Нереальний КОПець, Атлантида тощо.
У листопаді 2020 року компанія підписала нову пряму угоду з кінокомпанією Sony (прокатник в Україні — B&H) саме для території України, а не СНД, й згідно з цією новою угодою абоненти sweet.tv відтепер можуть переглядати прем'єрні фільми кіностудії Sony Pictures з українським дубляжем в межах підписки й без додаткових доплат; сервіс sweet.tv став першим українським ВНВ-сервісом, що відкрив доступ до медіабібліотеки Sony Pictures з легальним українським дубляжем.[ангажоване джерело][ангажоване джерело]
У січні 2021 року компанія підписала нову пряму угоду з кінокомпанією Disney (прокатник в Україні — Kinomania) саме для території України, а не СНД, й згідно з цією новою угодою абоненти sweet.tv відтепер можуть переглядати прем'єрні фільми кіностудії Disney Pictures з українським дубляжем в межах підписки й без додаткових доплат.[ангажоване джерело]
У березні 2021 року компанія підписала нову пряму угоду з телеканалом CBS (підрозділ медіакорпорації NBCUniversal) саме для території України, а не Росії/СНД, й згідно з цією новою угодою абоненти sweet.tv відтепер можуть переглядати телесеріали телеканалу CBS з легальним українським дубляжем створеним компанією за власні кошти в рамках проєкту Hollywood українською.[ангажоване джерело][ангажоване джерело]
У 2021 році SWEET.TV увійшов до ТОП-30 успішних українських брендів у історії країни за версією видання «Влада грошей».

## Контент

### Інтернет-телебачення
sweet.tv надає послуги інтернет-телебачення за технологією OTT до 200+ українських та іноземних телеканалів.

### Відео на вимогу
sweet.tv надає послуги відео на вимогу для більш як 10 тис. фільмів та серіалів, надаючи три аудіодоріжки на вибір: російську, українську та оригінальну (зазвичай оригінальна доріжка — англомовна); у листопаді 2020 року у виданні the-village.com.ua представники компанії стверджували, що «у онлайн-кінотеатрі sweet.tv уже [станом на листопад 2020 року] 95 % контенту можна переглянути з якісним українським дубляжем або озвучкою». На сайті наявні фільми та серіали від кіностудій Disney, Paramount, Universal, Sony тощо та телеканалів HBO, CBS тощо.

#### Російськомовний контент

##### Амедіатека: фільми та серіали
У листопаді 2018 року sweet.tv став однією з чотирьох відео на вимогу платформою України (на додачу до Megogo, Divan.tv та Oll.tv) що почала додавати російський дубляж до кіно та серіалів, купуючи медіабібліотеку Амедіатека у російської медіакорпорації Amedia[джерело?]. Зокрема Amedia надавала sweet.tv картинку та російськомовний дубляж до фільмів та серіалів телеканалів HBO, Showtime, Starz, FOX, Sony Pictures Television тощо.[первинне джерело]
30 квітня 2021 року керівництво sweet.tv повідомило, що з 1 травня 2021 року компанія розриває контракт та припиняє співпрацю з російською медіакорпорацією Амедіатека[первинне джерело].

#### Україномовний контент (sweet.tv Originals)
З 2020 року sweet.tv виробляє власні українськомовні sweet.tv Originals. У грудні 2020 sweet.tv створив комедійний ситком мінісеріал Стартапери. У вересні 2021 року створив телепрограму Національно-визвольний сольник (запис стенд-ап комедіанта Андрія Щегеля).[первинне джерело]
Станом на вересень 2021 року vod-сервіс вже створив дві такі власні кінострічки:
- Стартапери (ситком мінісеріал, 2020)
- Національно-визвольний сольник (запис стенд-ап комедіанта Андрія Щегеля, 2021)[27]

#### Україномовний контент (Hollywood українською)
Компанія sweet.tv замовляє україномовне дублювання/озвучення для фільмів та серіалів у різних українських студії, зокрема у Film.ua Group (Так Треба Продакшн/Postmodern Postproduction), Tretyakoff Production (Cinema Sound Production) тощо.

##### Hollywood українською: озвучення фільмів/серіалів
В межах проєкту Hollywood українською компанія sweet.tv у березні 2021 року почала замовляти в українських дубляжних студій україномовний дубляж/озвучення до серіалів телеканалу CBS. Це стало можливим після підписання прямого контракту з власниками CBS саме для території України (а не Росії/СНД). Зокрема, у березні 2021 було озвучено сьомий та восьмий сезони телесеріалу Декстер; а трохи згодом українськомовне озвучення також отримали перші три сезони серіалу «Елементарно» та перші 3 сезони телесеріалу «Мільярди». Згодом у серпні 2021 року компанія sweet.tv повідомила що за більш як рік існування проєкту Hollywood українською вони вже озвучили українською 181 фільмів/серіалів. Наприкінці вересня 2021 року було додано українськомвону ауідіодоріжку до серіалу Мертвомізкові.[первинне джерело]
Станом на серпень 2021 року українською було озвучено 11 серіалів:
- Декстер (8 сезонів: 2006—2013; прим.: sweet.tv озвучили лише останні 7 та 8 сезони; для решти перших 6 сезонів sweet.tv взяла україномовну аудіодоріжку з невідомого джерела)
- Покидьки (5 сезонів: 2009—2013)
- Вгору і вниз по сходах[en] (2 сезони: 2010—2012)
- Хороший коп[en] (мінісеріал: 2012)
- Елементарно (6 сезонів: 2012—2019; прим.: останній 7-ий сезон ще не має українськомовного озвучення)
- Зловмисники[en] (1 сезон: 2014; прим.: останні 5 серій з 8 ще не мають українськомовного озвучення)
- Мільярди (3 сезони: 2016-донині; прим.: 4-5 сезони ще не мають українськомовного озвучення)
- Мертвомізкові[en] (мінісеріал: 2016)
- Британські СС (мінісеріал: 2017)
- Знедолені (мінісеріал: 2018)
- Провина[en] (мінісеріал: 2020)
- Безмозкі (мінісеріал: 2020)

прим.: у переліку серіалів озвучених українською є 3-сезонний серіал Бульварні жахіття (2014—2016) та 7-сезонний серіал Гарна дружина (2009—2016), однак на сайті sweet.tv станом на серпень 2021 року ці серіали доступні лише з російськомовною аудіодоріжкою

##### Hollywood українською: дублювання фільмів
В межах проєкту Hollywood українською компанія sweet.tv у серпні 2020 року почала замовляти в українських студій дублювання/озвучення україномовний дубляж/озвучення до фільмів різних голівудський студій, створених до 2006 року. У серпні 2020 року компанія уклала прямі та непрямі договори на дублювання та озвучення художніх фільмів зі студіями Walt Disney Pictures/20th Century Studios, Paramount Pictures, Universal Pictures (через російський підрозділ PictureBox Russia), Sony Pictures та Warner Bros. Entertainment. У вересні 2020 року перші вісім фільмів отримали україномовний дубляж від sweet.tv, й ними стали перші 4 фільми франшизи про Гаррі Поттера, перші 3 фільми з франшизи Володаря перснів та перший фільм франшизи Мадагаскар. У грудні 2020 року наступні шість фільмів отримали україномовний дубляж від sweet.tv, й ними стали 3 перші фільмів франшизи Місія нездійсненна та 3 перші фільми франшизи Матриця. У лютому 2021 року наступні два позафраншизних фільми отримали україномовний дубляж від sweet.tv: Красуня та День бабака. У березні 2021 року україномовний дубляж від sweet.tv отримали перші два фільми франшизи Люди в чорному та перший фільм франшизи про Бріджет Джонс. У квітні 2021 року україномовний дубляж від sweet.tv отримав другий фільм франшизи Шрек. У квітні 2021 року україномовний дубляж від sweet.tv отримав фільм Кримінальне чтиво. У травні 2021 року україномовний дубляж від sweet.tv отримали фільми Форрест Ґамп та Найкращий стрілець. У грудні 2022 року україномовний дубляж від sweet.tv отримали перші дві фільми франшизи Сам удома.
Станом на грудень 2022 року українською було дубльовано чи озвучено 27 фільмів:
- Перші 3 фільми франшизи Місія нездійсненна:
  - Місія нездійсненна (1996)
  - Місія нездійсненна 2 (2000)
  - Місія нездійсненна 3 (2006)

- Перші 2 фільми франшизи про людей в чорному[en]:
  - Люди в чорному (1997)
  - Люди в чорному 2 (2002)

- Перші 3 фільми франшизи Матриця:
  - Матриця (1999)
  - Матриця: Перезавантаження (2003)
  - Матриця: Революція (2003)

- Перші 4 фільми франшизи про Гаррі Поттера:
  - Гаррі Поттер і філософський камінь (2001)
  - Гаррі Поттер і таємна кімната (2002)
  - Гаррі Поттер і в'язень Азкабану (2004)
  - Гаррі Поттер і келих вогню (2005)

- Перші 3 фільми франшизи Володар перснів:
  - Володар перснів: Хранителі Персня (2001)
  - Володар перснів: Дві вежі (2002)
  - Володар перснів: Повернення короля (2003)

- Перші 2 фільми франшизи Людина-павук:
  - Людина-павук (2002)
  - Людина-павук 2 (2004)

- Другий фільм франшизи про Шрека:
  - Шрек 2 (2004)

- Перший фільм франшизи про Бріджет Джонс[en]:
  - Щоденник Бріджит Джонс (2001)

- Перший фільм франшизи Мадагаскар[en]:
  - Мадагаскар (2005)

- Перші 2 фільми франшизи Сам удома:
  - Сам удома (1990)
  - Сам удома 2: Загублений у Нью-Йорку (1992)

- Позафраншизні фільми:
  - Найкращий стрілець (1986), Красуня (1990), День бабака (1993), Кримінальне чтиво (1994), Форрест Ґамп (1994)

## Частка ринку OTT
Точних даних щодо кількості передплатників й відповідно, частки для українського ринку OTT, станом на 2021 рік не було.
Оглядач видання fakty.com.ua Людмила Богданова стверджувала, що станом на кінець 2020 року sweet.tv займала другу позицію на ринку OTT-сервісів України. Оглядач видання forbes.ua Сергій Бойко стверджував, що станом на березень 2021 року sweet.tv займала 4-9 позицію на ринку OTT-сервісів України; набагато попереду всіх була компанія Megogo (більш як 0.5 млн українських абонентів), другою була компанія oll.tv (близько 200 тис. українських абонентів) а третьою були компанії Viasat TV/Kyivstar TV (понад 150 тис. українських абонентів): sweet.tv, divan.tv, you.tv, Tenet TV та Omega TV мали у абонентській базі десь до 100 тис. українських абонентів OTT. Голова правління та гендиректор 1+1 media Ярослав Покальчук стверджував у січні 2021 року, що станом на кінець 2020 року sweet.tv займала друге-третє місце за кількістю глядачів на українському ринку OTT, ділячи це друге-третє місце з сервісом Kyivstar TV; набагато попереду всіх була компанія Megogo: sweet.tv та Kyivstar TV мали десь по 100—150 тис. українських абонентів OTT.

## Нагороди
У грудні 2020 році компанія sweet.tv отримала нагороду від 1+1 media distribution в номінації «Найкращий [OTT] провайдер року».

## Власники
Засновником компанії Sweet.tv у 2017 році був Олександр Вітько (власник і засновник групи компаній Геліос), який також став власником торгової марки sweet.tv. Станом на 2021 рік власництво компанії Sweet.tv (юридична назва TOB «ОТТ Україна») було оформлено на Любов Подорожну (85 % власності) та АТ "Закритий Недиверсифікований Венчурний Корпоративний Інвестиційний Фонд «Смарт Фонд» (15 % власності); станом на 2019 рік подружжя Вітьків (Олександр та Наталя Вітьки) було кінцевим власником ~5.0 % акцій АТ "ЗНВКІФ «СМАРТ ФОНД» й відповідно подружжя було кінцевим власником менш як 1 % Sweet.tv.

## Критика
У березні 2021 року видання itc.ua та detector.media повідомили, що в медіабібліотеці sweet.tv знайшли кілька платних іноземних фільмів із «піратським» українським дубляжем. Зокрема, було названо фільми «Прогулянка серед могил» (2014) та «Звук металу» (2021). Видання detector.media звернулося до sweet.tv з проханням прокоментувати цю ситуацію.